# Petite Miss Casse-Cou
Pour plus de détails, voir Fiche technique et Distribution.
Petite Miss Casse-Cou (The Little Adventuress) est un film américain en noir et blanc réalisé par D. Ross Lederman, sorti en 1938.

## Synopsis
Deux acrobates de cirque meurent au cours de leur numéro. Leur fille, "Pinky" Horton est maintenant orpheline. Ne voulant pas vivre avec sa sévère tante Hattie, elle et Handy, un artiste de cirque, chargent le cheval Counto dans une remorque et partent pour la Californie où se trouve l'écurie de course appartenant à son cousin, Dick.

## Fiche technique
- Titre français : Petite Miss Casse-Cou
- Titre original : The Little Adventuress
- Réalisation : D. Ross Lederman
- Scénario : Paul Jarrico, Michael L. Simmons
- Photographie : Henry Freulich
- Montage : Al Clark
- Société de production et de distribution : Columbia Pictures
- Pays d'origine : États-Unis
- Langue d'origine : anglais
- Format : noir et blanc - pellicule : 35 mm - projection : 1.37:1 - son : Mono
- Genre : Aventures musicales
- Durée : 60 minutes
- Date de sortie : États-Unis : 9 décembre 1938

## Distribution
- Edith Fellows : Pinky Horton
- Richard Fiske : Dick Horton
- Julie Bishop : Helen Gould (as Jacqueline Wells)
- Cliff Edwards : Handy
- Virginia Howell : tante Hattie
- Harry C. Bradley : Henry Lowell
- Charles Waldron : Herkimer Gould
- Kenneth Harlan : Tom Eagan